# Lilli Lehmann
Lilli Lehmann, Elisabeth Maria Lehmann (24 de novembre de 1848, Würzburg - 17 de maig de 1929, Viena) fou una gran soprano alemanya i professora de veu. Va actuar al Metropolitan Opera de Nova York, a la Royal Opera House, al Covent Garden i al Festival de Salzburg, del qual fou directora artística.

## Biografia
Va passar la seva joventut a Praga, on la seva mare, Maria-Theresia Lehmann -de soltera Löw-, amiga d'infància de Richard Wagner, cantant i arpista, li va ensenyar a cantar. El seu pare, Karl-August Lehmann, era tenor, i la seva germana petita, Marie, també seria cantant.
Va debutar el 1865, en el paper d'un dels tres nois a La flauta màgica, de Mozart, abans d'interpretar els papers de Pamina i, posteriorment, de la Reina de la nit. Després va actuar a les ciutats de Danzig, Leipzig i després a l'Òpera Estatal de Berlín, on va cantar Marguerite a Les Huguenots, de Meyerbeer, el 1869. Una mica més tard va ser contractada per l'Òpera, on va obtenir un gran èxit. Ella era inicialment una soprano de coloratura i, gràcies a l'estudi i l'esforç, va aconseguir transformar la seva veu en poder i amplitud, per assumir després papers de soprano dramàtica.
El 1876 va ser convidada al primer Festival de Bayreuth per Richard Wagner, que li va donar els papers de Woglinde a Rheingold, Ortlinde a The Walkyrie i l'Ocell del bosc a Siegfried per a la creació de la Tetralogia. La seva relació amb Wagner es remunta a l'any 1863, a Praga, on ell va anar a dirigir concerts i on ella assistia a tots els assajos. El 1896 hi va cantar. Després va ser convidada a diferents capitals, Londres, París, Estocolm, Viena i a l'Òpera Estatal de Praga, on va obtenir un gran èxit.
El 25 de novembre de 1885 va debutar a l'Ópera Metropolitana de Nova York, en el paper principal d'una versió alemanya de Carmen. L'endemà, el New York Times destacava: «El públic va reconèixer de seguida les excel·lències de Fräulein Lehmann». Ella rescindí el seu contracte amb l'Òpera de Berlín. Travessà l'Atlàntic divuit vegades durant la seva carrera i va cantar el repertori més extens que ha cantat mai ningú.
El 1886, Cosima Wagner la va convidar a Bayreuth per cantar Brangäne a Tristan und Isolde, una invitació que Lehmann va refusar.
A partir de 1891, a Berlín, va començar a ensenyar i va tenir com a alumnes grans cantants com Viorica Ursuleac (una de les millors intèrprets de Richard Strauss), Emmy Krüger, Lula Mysz-Gmeiner i Germaine Lubin.
Als seixanta-dos anys, després d'una llarga carrera d'interpretació, va abandonar els escenaris operístics per limitar-se als concerts com a cantant de lieder i dedicar-se a la docència, sobretot als Estats Units, on tindria com a alumnes Geraldine Farrar i Olive Fremstad. Encara va gravar uns quants discos.

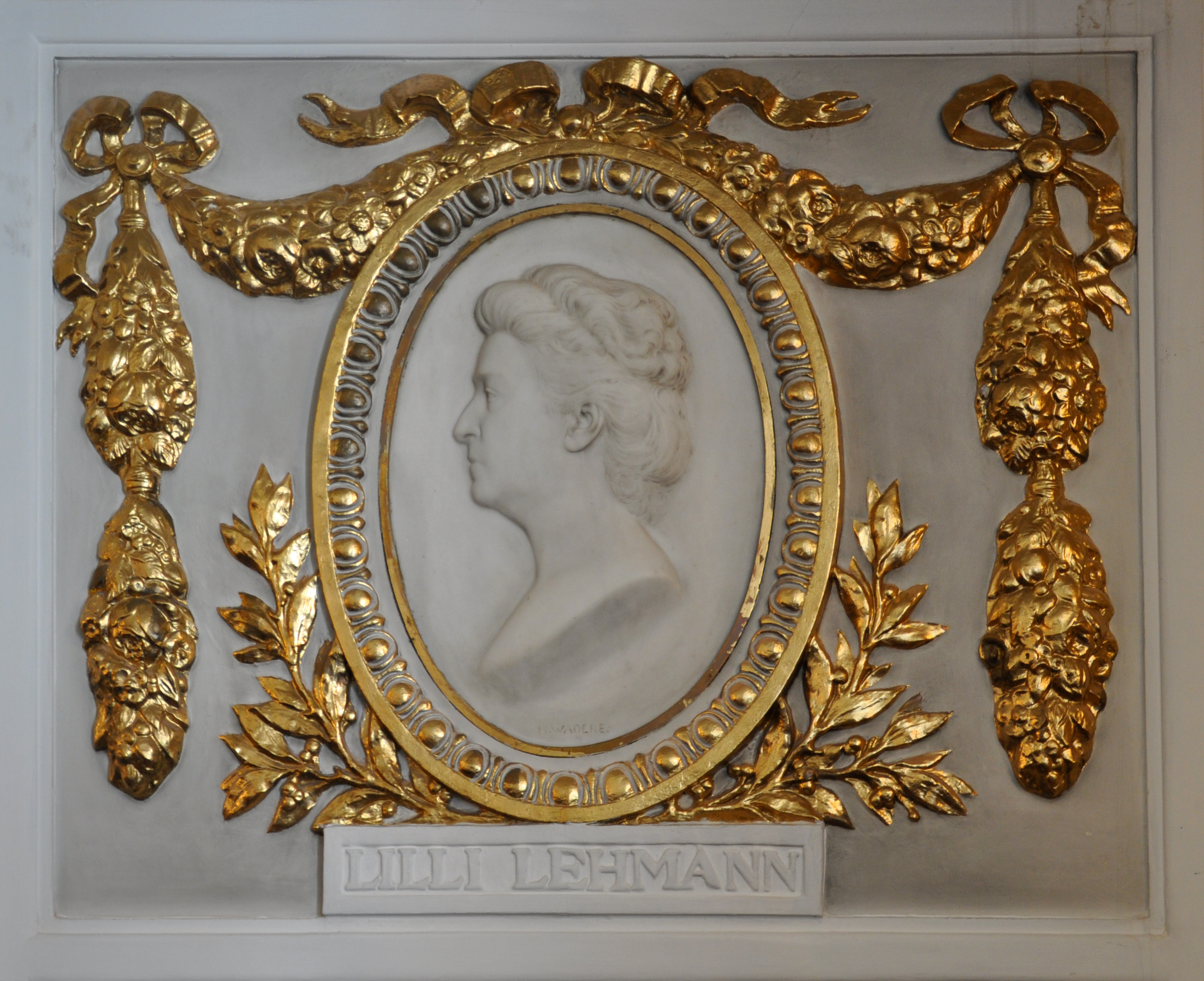
Medalló de Lilli Lehmann al Mozarteum de Salzburg, de Waderé.

Entre 1901 i 1910 va intentar establir un festival a Salzburg i va interpretar Don Giovanni de Mozart, en el paper de Donna Anna, i La flauta màgica. Va assumir la direcció artística del festival i es va convertir en una de les més fermes defensores del Mozarteum.
El 1902 va publicar Meine Gesangskunst (Com cantar), un llibre sobre la ciència de la veu i la tècnica vocal basat en les experiències de la cantant. Més endavant, al 1913, va escriure una autobiografia: Mein Weg.

## Vida privada
Es va casar amb el tenor Paul Kalisch el 1888 i més tard se'n va separar perquè era massa independent per fer front a les limitacions de la vida matrimonial.
Va ser vegetariana, amiga i protectora dels animals, i es va dedicar a la lluita contra la vivisecció.
Reynaldo Hahn va dir d'ella que era «la més gran tècnica vocal que hagi existit», amb un repertori immens (170 papers en 119 òperes diferents). Va morir a Viena. Cap al final de la vida va dir: « Per què no tinc temps per aprendre més... L'art és massa difícil i la vida és massa curta».